# Bergssjön, Dalarna
Bergssjön är en sjö i Älvdalens kommun i Dalarna och ingår i Dalälvens huvudavrinningsområde. Sjön har en area på 0,18 kvadratkilometer och ligger 424,1 meter över havet.

## Delavrinningsområde
Bergssjön ingår i det delavrinningsområde (678593-138606) som SMHI kallar för Inloppet i Katjistsjön. Medelhöjden är 443 meter över havet och ytan är 12,02 kvadratkilometer. Det finns inga avrinningsområden uppströms utan avrinningsområdet är högsta punkten. Vasslen som avvattnar avrinningsområdet har biflödesordning 5, vilket innebär att vattnet flödar genom totalt 5 vattendrag innan det når havet efter 412 kilometer. Avrinningsområdet består mestadels av skog (76 procent) och sankmarker (11 procent). Avrinningsområdet har 1,16 kvadratkilometer vattenytor vilket ger det en sjöprocent på 9,6 procent.